# Liste des monuments historiques de Minden (Sûre)
La Liste des monuments historiques de Minden (Sûre) contient quatre monuments historiques à Minden, une municipalité allemande située dans le Land de Rhénanie-Palatinat et l'arrondissement d'Eifel-Bitburg-Prüm.

## Liste
| Monument                                    | Adresse                                   | Coordonnées                      | Notice | Protection | Date | Illustration                                |
| ------------------------------------------- | ----------------------------------------- | -------------------------------- | ------ | ---------- | ---- | ------------------------------------------- |
| Porte, 1908                                 | Echternacher Straße, chez numéro 12       | 49° 49′ 20″ nord, 6° 28′ 03″ est |        |            |      | Image manquante Téléverser                  |
| Croix de chemin, 1747                       | Echternacher Straße, en face du numéro 13 | 49° 49′ 24″ nord, 6° 28′ 05″ est |        |            |      | Croix de chemin, 1747                       |
| Église catholique St. Silvester, 12e siècle | Hauptstraße                               | 49° 49′ 25″ nord, 6° 28′ 09″ est |        |            |      | Église catholique St. Silvester, 12e siècle |
| Maison, 1776                                | Hauptstraße 5a                            | 49° 49′ 24″ nord, 6° 28′ 08″ est |        |            |      | Image manquante Téléverser                  |